# マドゥカ・オコイェ
マドゥカ・エミリオ・オコイェ（Maduka Emilio Okoye, 1999年8月28日 - ）は、ドイツ・デュッセルドルフ出身のナイジェリア代表サッカー選手。ウディネーゼ・カルチョ所属。ポジションはGK。

## クラブ歴
ナイジェリア人の父とドイツ人の母の下に生まれる。バイエル・レヴァークーゼンの下部組織を経て、2017年夏に地元クラブであるフォルトゥナ・デュッセルドルフのリザーブチームに加入した。
2020年7月13日、エールディヴィジのスパルタ・ロッテルダムと2年契約を交わした。正守護神として2020-21シーズンに公式戦合計32試合でゴールマウスを守り、クラブのリーグ8位に貢献。シーズンのクラブ最優秀選手に選出された。
2021年11月8日、翌年1月よりプレミアリーグのワトフォードFCと5年半の契約を締結することが発表された。シーズン終了までは期限付き移籍の形でスパルタに残留する。
2023年8月24日、ウディネーゼ・カルチョに移籍した。

## 代表歴
2019年10月13日、ブラジルとの親善試合にて後半18分、フランシス・ウゾホとの交代でナイジェリア代表デビューを果たした。